# Barranquilla
(špansko)
Barranquilla je glavno okrožje departmaja Atlántico in mesto v Kolumbiji. Leži v bližini Karibskega morja in je največje mesto in tretje pristanišče v regiji ob severni karibski obali; od leta 2019 je mesto imelo 2.206.319 prebivalcev, zaradi česar je četrto najbolj naseljeno mesto v Kolumbiji za Bogoto, Medellínom in Calijem.
Mesto Barranquilla leži strateško ob delti reke Magdalene, 7,5 kilometra (prvotno 25 kilometrov pred hitro rastjo mesta) od njenega ustja v Karibsko morje in služi kot pristanišče za rečni in pomorski promet v Kolumbiji. Je tudi glavno gospodarsko središče departmaja Atlántico. Mesto je jedro metropolitanskega območja Barranquilla z več kot 2 milijonoma prebivalcev, ki vključuje tudi občine Soledad, Galapa, Malambo in Puerto Colombia.
Mesto Barranquilla je bilo pravno ustanovljena kot mesto 7. aprila 1813, čeprav izvira vsaj iz leta 1629. Preraslo je v pomembno pristanišče, ki je služilo kot zatočišče za priseljence iz Evrope, zlasti med in takoj po prvi in drugi svetovni vojni, ko so prispeli valovi dodatnih priseljencev z Bližnjega vzhoda in Azije. Barranquilla je postalo glavno pristanišče Kolumbije, s svojo stopnjo industrializacije in modernosti pa si je mesto prislužilo vzdevek Zlata vrata Kolumbije (špansko La Puerta de Oro de Colombia). V 1940-ih je bilo mesto Barranquilla drugo največje mesto v Kolumbiji in eno najmodernejših mest na Karibih in v Južni Ameriki; kasnejše lokalne uprave so zaradi razširjene korupcije v svojih vrstah povzročile padec življenjskega standarda. Ker so se vladne naložbe povečale v drugih kolumbijskih mestih, je bil nacionalni položaj Barranquilla zasenčen.
Mesto je gostilo srednjeameriške in karibske igre 2018 in bo gostila vseameriške igre 2027. Mesto je dom enega najpomembnejših ljudskih in kulturnih festivalov Kolumbije, karneval v Barranquillu, ki ga je Kolumbijski kongres leta 2001 razglasil za nacionalno kulturno dediščino in leta 2003 priznal Unesco. 
Mednarodno letališče Ernesto Cortissoz, zgrajeno v mestu Barranquilla leta 1919, je bilo prvo letališče v Južni Ameriki. Preko njega tečejo domači in mednarodni leti.

## Etimologija
Ime Barranquilla se nanaša na kanjone, ki so obstajali na območju, ki meji na Magdaleno, kjer je mesto nastalo. Med špansko kolonizacijo Amerik je bilo ime barranca običajno v obalnih skupnostih (Barrancabermeja, Barranca Nueva, Barranca Vieja itd.). To ime je verjetno izhajalo iz spremembe besede Aragon. Med špansko kolonizacijo je bilo območje znano kot indijansko območje Camacho ali Kamash; San Nicolás de la Barranquilla (zavetnik sveti Nikolaj Tolentinski) je začel razvijati območje s posestmi Barrancas de Camacho, Barrancas de San Nicolás, Barranquilla de Camacho in Barranquilla de San Nicolás, iz katerih izhaja ime mesta.

### Vzdevki
Leta 1921 je predsednik Kolumbije Marco Fidel Suárez mesto imenoval Pórtico Dorado de la República (Zlata vrata republike) v znak priznanja njegovega gospodarskega pomena kot pristanišča od poznega 19. stoletja. Leta 1946, ko je odprl 5. Srednjeameriške in karibske igre, je predsednik Mariano Ospina Pérez ponovno potrdil vzdevek mesta kot Zlata vrata.
Mesto Barranquilla je znano tudi kot La Arenosa (kar pomeni Peščen), tako ga je poimenoval predsednik Republike Nova Granada Tomás Cipriano de Mosquera med svojim bivanjem v Barranquillu leta 1849. Curramba, la Bella je za mesto Barranquilla uporabljal tudi novinar Juan Eugenio Cañavera v Bogoti sredi 20. stoletja. Del la Bella je kolega novinar Roger Araújo dodelil kot protiutež besedi Curramba, ki velja za poniževalno, izpeljano iz pridevnika currambero. Mislec Agustín Nieto Caballero je Barranquillo poimenoval Ciudad de los Brazos Abiertos ("Mesto odprtih rok"), Enrique Ancízar, predsednik Kolumbijskega združenja za kmetijstvo, pa ga je imenoval Faro de América ("Svetilnik Amerike").

## Zgodovina

### Izvor in kolonialno obdobje
Za razliko od drugih mest v Kolumbiji, kot sta Cartagena ali Bogotá, mesto Barranquilla ni bilo ustanovljeno v španskem kolonialnem obdobju in ni bilo ustanovljeno na predkolumbovskem mestu. Prva omemba sedanjega ozemlja sega v leto 1533 in jo je zapisal Gonzalo Fernández de Oviedo y Valdés. Opisuje pot Pedra de Heredia, ustanovitelja Cartagene, le tedne preden je ustanovil to mesto, in pravi, da je bila to točka pristanka kanujev za Indijance Santa Marte v notranjosti. Za blago so imeli dva kanuja, polna posušenih kozic in so šli na reko Magdaleno trgovat s tem blagom, soljo in drugim. Znano je, da so Indijanci Kamaš zasedli območje, samo naselje pa je bilo ustanovljeno približno leta 1629. Zato mesto ne praznuje svoje ustanovitve, temveč datum, ko je bilo kot mesto razglašeno 7. aprila 1813.
Mesto Barranquilla je najbolj znano kot Zlata vrata Kolumbije (La Puerta de Oro de Colombia), ker leži severno v Kolumbiji in je najpomembnejše pomorsko pristanišče Republike Kolumbije. Prva letalska družba v Južni Ameriki z imenom SCADTA, ki je danes Avianca, se je rodila v Barranquillu. Kljub temu je domača lokacija ljudstva Kamaš (hispanizirano v Camacho ali Camach) znana kot prvo stalno človeško naselje na mestu. V 16. stoletju je bila ustanovljena encomienda kapitana Dominga de Santa Cruza, ki mu jo je španska krona podelila za njegovo opazno vojaško delovanje. Ta encomienda je izginila leta 1559, ko je bila po smrti moža v rokah senjore Ane Ximénez, vdove Santa Cruza. Postala je žrtev brezbrižnega nasilnega dejanja drugega encomendera Galapa, don Pedra de Barrosa I., ko je samovoljno ugrabil vso populacijo Camacho, ki je lahko ponudila delovno silo, in jih odpeljal na svojo encomiendo.
Med letoma 1627 in 1637 je haciendo San Nicolás de Tolentino ustanovil Nicolás de Barros, pravnuk don Pedra de Barrosa I. Hacienda je bila ustanovljena na bregovih rečnega kanala. Prvotna površina nepremičnine je bila 24,78 kvadratnih kilometrov. Pedro Vasquez Buezo je posest razširil na 41,3 kvadratnih kilometrov. Na tem posestvu je Barros dovolil svojim delavcem, da so zgradili svoje domove in preživljali svoje družine, kar je pripomoglo k nadaljnjemu razvoju njegovega delovanja na terenu. Po smrti Barrosa je posestvo začelo sprejemati druge, na primer ljudi, ki jim je zaradi zdravja, starosti ali sorodstva z lastnikom haciende dovoljeno ostati. Bili so tudi Indijanci iz Malamba in Galape. Do leta 1681 je ranč veljal za vas, znano kot Barrancas de San Nicolas. Pred letom 1700 so mesto zasedli Aguerra iz Tierradentra, leta 1772 pa je okrožje razširila ista skupina, pri čemer so dodali sodniškega svetovalca.
Izvor Barranquilla, ki ga je v drugi polovici 19. stoletja promoviral zgodovinar Domingo Malabet, ni bil podprt z ustnim izročilom niti znanstveno potrjen. Delo B. J. A. Blanca, El norte de Tierradentro y los orígenes de Barranquilla: Estudios y documentos para una geografía histórica del Departamento del Atlántico ("Severni Tierradentro in izvor Barranquilla") (1987), so trdili kmetje Barrana iz sosednjega mesta Galapa, ki so zapustili svojo zemljo in sledili svojim čredam do reke Magdalene.

### Obdobje osamosvajanja (1810–1823)
V času kolumbijske vojne za neodvisnost se je mesto Barranquilla izkazalo kot artagena de Indias proti kraljevski trdnjavi Santa Marta, zagovorniku sil za neodvisnost. Leta 1812 je general Pierre Labatut napadel in premagal rojalistične sile pri Sitiovieju in Sitionuevu. 7. aprila 1813, ki so ga pozneje praznovali kot "dan Barranquilla" (el Día de Barranquilla), je predsednik-guverner Svobodne in neodvisne države Cartagena de Indias, Manuel Rodríguez Torices, podelil naziv villa mestu, s čimer mu je omogočil koristi nekaterih privilegijev in postal prestolnica departmaja Barlovento (ali Tierradentro), v priznanje za hrabrost in domoljubje, ki ga je mesto izkazalo pri obrambi mesta C, ki se zavzema za neodvisnost.
Leta 1815 je Joaquín Vallejo, bogat trgovec, tri mesece na lastne stroške vzdrževal bataljon za neodvisnost. Ko so se španske sile pod vodstvom polkovnika Valentína Capmanija približale mestu Barranquilla, so se prebivalci uprli Capmaniju, vendar so bili 25. aprila 1815 poraženi. Prebivalstvo mesta so napadle in ujele rojalistične čete, ki so premagale tudi bataljon za neodvisnost Valleja. V naslednjih 5–6 letih je bilo mesto Barranquilla središče za republiške vojaške operacije. 10. oktobra 1821 je bila poražena zadnja kraljevska trdnjava v Cartageni. Takrat je bila Cartagena glavno mesto suverene države Bolivar, ki ji je pripadalo mesto Barranquilla. Istega leta je mesto vodil njen prvi župan Agustín Del Valle, ki je svoje naloge opravljal iz svojega doma, ki je bil pozneje preurejen v vojaški štab. 24. julija 1823 se je zgodila pomorska bitka pri jezeru Maracaibo, ki je povzročila končni izgon španskih rojalističnih sil iz Velike Kolumbije.

### Republikansko obdobje

#### 19. stoletje
Geografsko območje mesta Barranquilla ni vključevalo mineralnih ali naravnih bogastev in tako ni služilo kot lokacija, kjer so Španci ohranili stalno prisotnost. Njegov pomen je bil ovrednoten šele sredi 19. stoletja, saj je Nemec Juan Bernardo Elbers v imenu Simóna Bolívarja ob ustanovitvi Velike Kolumbije leta 1823 uvedel parnike, ki so pluli po reki Magdaleni. Pot je bila odprta 10. novembra 1825. V mestu Barranquilla se je tako sprožila živahna menjava blaga z mesti in kraji kolumbijske notranjosti ter z mednarodnimi trgovci in postalo je glavno pristanišče za izvoz kave. Z ustanovitvijo nove države Republike Nova Granada leta 1831 sta se v Barranquillu začeli dve revoluciji. Eno so vodili Policarpo Martínez, Antonio Pantoja, Lorenzo Hernández, Crispín Luque, Esteban Márquez y Santos de la Hoz proti diktaturi Rafaela Urdanete. Drugo je vodil general Ignacio Luque, ki je zatrl prvo revolucijo.
Leta 1840 so trgovci in komercialni prevozniki iz Barranquilla poskušali oblikovati neodvisno provinco Cibeles, ki naj bi obsegala kantone Barlovento. Za svojega vodjo so razglasili polkovnika Ramóna Antigüedada. Primarni cilj je bil obnoviti mesto Sabanilla kot neodvisno pristanišče, saj sta izvoz nadzorovala mesti Cartagena in Santa Marta. Cartagenske čete so ta upor hitro zatrle. Leta 1845 je bilo mesto eden od devetih kantonov, ki so sestavljali provinco Cartagena.
Ob koncu desetletja, leta 1849, je predsednik Tomás Cipriano de Mosquera izdal odlok, s katerim je zaliv Sabanilla revitaliziral kot pristanišče za izvoz blaga. Tam je bila zgrajena carinarnica, Castillo de Salgar, za sprejem novega prometa. V začetku junija 1849 je v Barranquillu prišlo do izbruha kolere. Izvirala je iz Cartagene, ta pa jo je prejela s pošiljkami, ki so prihajale iz Paname.
20. marca 1852 je kongres Nove Granade sprejel zakon, ki je provinco Cartagena ločil od kantonov Barranquilla, Soledad in Sabanalarga, ki so postali del province Sabanilla, s prestolnico Barranquilla. 2. maja 1854 je Tomás Cipriano de Mosquera prispel v mesto Barranquilla in prebivalci so ga podprli v njegovem boju proti revolucionarju Joséju Maríi Melu v Bogoti. Ustanovna skupščina države Bolívar je 7. oktobra 1857 Barranquillu podelila status ciudad (mesto); in istega leta je občinski svet Barranquilla določil tri cone v mestu: Abajo del Río, Arriba del Río in El Centro. Barranquilla je bil del departmaja Sabanilla, enega od petih departmajev, ki so sestavljali Suvereno državo Bolívar, katere oblikovanje je z zakonom z dne 15. junija 1857 nasledilo provinco Cartagena. V času Granadinske konfederacije je konservativni general Joaquín Posada Gutiérrez je 6. novembra 1859 napadel in premagal mestni trg v Barranquillu, ki ga je branil liberalni vodja Vicente Palacio. Nato si je mesto 9. decembra povrnil vodja liberalcev Manuel Cabeza.
25. januarja 1861 je general Juan José Nieto Gil, predsednik države Bolívar, sprožil upor iz mesta Barranquilla. Ta je z zakonom 26. decembra 1862 postal glavno mesto istoimenske province, suverena država Bolívar pa je bila razdeljena na 12 provinc. Ob ustanovitvi Združenih držav Kolumbije je naraščajoč komercialni pomen Barranquilla med letoma 1869 in 1871 pripeljal do izgradnje Bolívarske železnice (Ferrocarril de Bolívar), prve železnice današnje Republike Kolumbije. Povezovala je mesto Barranquilla in Sabanillo (Salgar), pri čemer je bil slednji sedež carinarnice. Zaradi plitvine vode je bilo treba železnico podaljšati do Puerto Cupina, kjer je kubanski inženir Francisco Javier Cisneros zgradil takrat enega najdaljših pomolov na svetu, ki je bil drugi za tistim v Southend-on-Sea, Anglija.
Leta 1872 se je v mestu pojavila epidemija s podobnimi simptomi kot pri koleri. In 1876, an enormous amount of contraband entered the city from Salgar. Leta 1876 je iz Salgarja v mesto prišla ogromna količina tihotapskega blaga. V zadnjih desetletjih 19. stoletja je mesto Barranquilla doživelo napredek, ki ga predstavlja ustanovitev Društva akvadukt leta 1877, zagon tramvaja leta 1884, ki ga je vlekla mula, in namestitev prvih telefonov v Kolumbiji 1. septembra 1885. Ta telefonski projekt je imel g. Orlanda Flyeja, inženirja elektrotehnike iz Ohia, kot glavnega izvajalca in ustanovitev prve zasebne telefonske storitve v Kolumbiji, kolumbijsko-zahodnoindijsko mobilno podjetje Mobile, ki jo je ustvaril ameriški državljan William Ladd.
V tem času je mesto postalo pomembno zaradi svojega cvetočega poslovanja in svoje strateške geografske lege ter postalo prvo rečno pristanišče Kolumbije.
6. januarja 1885 so revolucionarne sile pod vodstvom generala Ricarda Gaitána Obesa zasedle mesto. 11. februarja je vodja vlade general Vicente Carlos Urueta napadel območje, ki ga je branil general Nicolás Jimeno Collante. Urueta je zmagal nad Obesom, vendar so Urueto prehitele dodatne enote. Naslednje leto je bila ustanovljena moderna Republika Kolumbija. Barranquilla je postalo eden od 34 novih departmajev, ki jih sestavljata provinci Barranquilla in Sabanalarga. V tem času je bilo mesto ustanovljeno kot glavno pristanišče Kolumbije, k čemur sta pripomogla uvedba parnega tramvaja leta 1890 in izgradnja pristanišča Puerto Colombia leta 1893, ki je v 20. stoletju služilo kot pristanišče Barranquilla. Blago se je premikalo po železnici v mesto Barranquilla, nato pa po reki v notranjost.

#### 20. stoletje
Kot del prestrukturiranja države je generalni predsednik Narodne ustavne in zakonodajne skupščine Rafael Reyes z zakonom 17. in 11. aprila 1905 ustanovil departma Atlántico, ki ga sestavljata provinci Barranquilla in Sabanalarga, departma Bolivar in Barranquilla kot glavno mesto. Vendar je bil leta 1908 departma Atlántico s prvim aktom spremenjen v departma Barranquilla. S padcem generala Reyesa leta 1909 je bil departma Barranquilla s 65. zakonom tega leta ukinjen, pri čemer se je Barranquilla ponovno vključil v departma Bolivar. Državna ustavodajna skupščina iz leta 1910 je 14. julija sprejela zakon 21, ki je dokončno ustanovil departma Atlántico s ponovno prestolnico Barranquillo.
Z gospodarskim razcvetom mesta je bila 28. junija 1905 ustanovljena Gospodarska zbornica Barranquilla. 7. septembra 1909 je kongres sprejel zakon, ki je priznal odprtje Bocas de Ceniza kot nacionalno nujnost. Junija istega leta so privrženci generala Ramóna Gonzáleza Valencie poskusili državni udar "Barranquillazo" proti generalu Jorgeju Holguínu, ki je bil po odstopu dotedanjega generala Reyesa imenovan za predsednika republike. Prvi let kolumbijskega letala se je zgodil v Barranquillu decembra 1912, letalo pa je pilotiral kanadski pilot George Schmitt. 10. decembra 1919 je prva komercialna letalska družba letela v Ameriko, druga pa v svet; Scadta je kasneje postala Avianca. Junija 1919 sta ameriška pilota William Knox Martin in Mario Santo Domingo odprla industrijsko letalsko pošto v Kolumbiji z letom med Barranquillom in Puerto Kolumbijo, kamor je Santo Domingo dostavil poštno vrečo.
S povezavami reke in morskega pristanišča, ki so segale v notranjost države in v tujino, je mesto v drugi polovici 19. stoletja do prvih desetletij 20. stoletja postalo eno najbolj svetovljanskih in multikulturnih mest Kolumbije. Puerto Colombia je postal eden najdaljših pomolov na svetu in glavno pristanišče Kolumbije, imenovano Zlata vrata Kolumbije. Velik pritok judovskih priseljencev, pa tudi tujcev iz Sirije, Palestine, Libanona, Francije, Nemčije, ZDA, Italije, Kitajske in Japonske, je okrepil industrijo in pripomogel k temu, da je mesto Barranquilla postalo moderno mesto. Med temi priseljenci so bili vidni arabski in judovski priseljenci z Bližnjega vzhoda, ki so jih Kolumbijci napačno imenovali "Turki". Posledično je v prvi polovici 20. stoletja Barranquilla postalo eno najhitreje rastočih mest Kolumbije, ki je raslo po stopnjah precej nad drugimi; to se je ohranilo do 1970-ih. V tem kontekstu je bil urad Salgar prestavljen v mesto Barranquilla, Carinska uprava Barranquilla je bila zgrajena med letoma 1919 in 1921, ki jo je zasnoval angleški arhitekt Leslie Arbouin. Pod gospodarsko dinamiko je rastla poslovna moč mesta. Mesto je od predsednika Marca Fidela Suareza prejelo naziv "Republika Golden Gate". 12. januarja 1919 se je Barranquilla med velikim navdušenjem na Costa Caribe proti Bogoti pridružila Costeña League. Leta 1920 so arheologi razkrili, da Barranquilla leži na obsežni zgodovinski nekropoli. 8. junija 1924 je med razdeljevanjem letakov za delo Bocas de Ceniza strmoglavilo letalo Tolima A-16, ki ga je vodil nemški letalec Helmuth Von Krohn, pri čemer je umrlo vseh šest ljudi na krovu, vključno z Ernestom Cortissosom, predsednikom SCADTA.
Leta 1925 so bila v mestu Barranquilla ustanovljena prva javna podjetja s sedežem v državi. Začetni učinek akvadukta, ki je bil zgrajen leta 1929, je bil prihod vodovodne vode v 80 % domov, medtem ko je bila pokritost z vodo v Bogoti 59 % in se je zmanjšala na 57,3 % v Medellínu, 74,8 % v Caliju, 21,4 % v Cartageni in 36,2 % v Santa Marti. ref>Contraloría General de la República (1938–1997).  Rodolfo Zambrano (ur.). Primer censo nacional de edificios. En: La Modernización de Barranquilla, 1905–1930. Historia general de Barranquilla. Sucesos (v španščini). Barranquilla: Mejoras. Publicaciones de la Academia de la Historia de Barranquilla. str. 96–99. ISBN 958-96185-1-0.</ref> Leta 1927 je elektroenergetska storitev, ki jo je zagotavljala elektroenergetska družba Barranquilla, zadovoljevala potrebe 10.300 domov, kar je enako 74 % vseh. 4. februarja 1925 je Scadta pridobil dovolj velika letala za prve mednarodne lete, ki so bili vzpostavljeni avgusta istega leta med Barranquillom in Key Westom na Floridi s postanki v Srednji Ameriki, Mehiki in na Kubi.
V dobi pomembnega napredka mesta je bila ustanovljena prva zasebna komercialna radijska postaja v državi, prva postaja je bila državna HJN Kolumbija Bogotá. Elías Pellet Buitrago je začel komercialni radio v Kolumbiji s prvo številko La Voz de Barranquilla 8. decembra 1929. 10. aprila 1931 so prebivalci Barranquilla v uporu proti lakoti in brezposelnosti uničili Theatre Columbia. 16. avgusta 1933 je senat odobril pogodbo za Bocas de Ceniza in delo je bilo končano leta 1936 s predsednikom Alfonsom Lopezom, ki je otvoril pomorski terminal Barranquilla. Leta 1935 je izgradnja občinskega nogometnega stadiona omogočila gostovanje National Game III.
Od 1960-ih do zgodnjih 1980-ih je mesto začelo gospodarsko nazadovati, predvsem zaradi neuspeha političnega razreda in propada glavnih sektorjev industrijske dejavnosti. Leta 1958 je vlada ustvarila prvo cono Kolumbije. Širitev mesta na sosednja mesta je privedla leta 1981 do ustanovitve metropolitanskega območja Barranquilla. 18. avgusta 1993 je kongres Kolumbije z zakonodajnim aktom št. 1. 17. avgusta 1993 Barranquillu podelil kategorijo posebno industrijsko in pristaniško okrožje.

## Geografija
Mesto je v severovzhodnem vogalu departmaja Atlántico, na zahodnem bregu reke Magdalene, 7,5 km (prvotno pred hitro rastjo mesta 25 km) od ustja v Karibih. Občina pokriva površino 154 km², kar ustreza 4,5 % površine departmaja Atlántico. Barranquilla je na zemljepisni širini 10° 59' 16 " severno od ekvatorja in zemljepisni dolžini 74° 47' 20" zahodno od Greenwicha, s sklicevanjem na Plaza de la Paz, ničelne točke v mestu. Urbano območje je zgrajeno na rahlo nagnjeni ravnini, katere skrajne višine so po Codazziju 4 m in 98 m od vzhoda proti zahodu. Drugi viri pravijo, da so pobočja naključne višine do 120 metrov zunaj mesta. Glede na Google Earth se višina mesta giblje med 0 m na zahodnem valobranu, do največ 142 m v soseščini Los Nogalesa. Politično je Barranquilla na vzhodu omejeno z departmajem Magdalena, severno do mesta Puerto Colombia in Karibskega morja, zahodno z občinami Puerto Colombia, Galapa in Tubará ter južno z občino Soledad.
Glavna reka je reka Magdalena; druge reke so Arriba, Los Tramposos, La Ahuyama, La Tablaza in Las Compañías; skozi barrios Rebolo, Santo Domingo, Las Américas y el Bosque; El Lindero, El Platanal, El Salado, El Salado 2, Don Juan, bolnišnica, La Paz, Bolívar, Felicidad, Coltabaco, Siape, Calle 92 in ulice 8, 15, 19, 51, 53, 58, 65 in 71 tečejo potoki. Obstaja tudi močvirje Mallorquín. Sever mesta Barranquilla, od 11° S, je ustrezalo regiji »z dobrimi možnostmi infiltracije deževnice«, medtem ko je južni del videti kot »nizka infiltracija, slaba tla in možne poplave zaradi dežja«.
Geološka sestava regije je terciarno obdobje (miocen in pliocen) v zahodnem hribovju in kvartar (pleistocen in holocen) v ravninskem, kot podlaga reke. Po podatkih Geografskega inštituta Agustin Codazzi so materiali na tem območju večinoma kvartarni aluvialni, jezerski nanosi. Zemljišče sega od brežin, nasipov, teras, dolin, ozkih, majhnih naplavin, do močvirja, ravnin in hribov. Materiali terciarja so v zahodnem hribovju in predstavljeni kot razgibana pobočja.

### Podnebje
Barranquilla ima podnebje tropske savane (Köppnova podnebna klasifikacija: Aw); vroče je vse leto, z visoko stopnjo relativne vlažnosti. Povprečna temperatura je 28,4 °C. Dnevna temperatura običajno ostane okoli 32 °C. Kljub temu jo od konca novembra do začetka aprila pasati bolj ali manj ohladijo na udobnejšo temperaturo podnevi. Zvečer in ponoči se zaradi močnega vetra lahko spremeni temperatura. Deževna obdobja so od aprila do junija in od avgusta do novembra, ko nekatere ulice poplavi, pri čemer nastanejo arroyos (potoki), ki so lahko zelo nevarni glede na pomanjkanje ustrezne drenaže v nekaterih delih mesta.

### Rastlinstvo
Po podatkih Geografskega inštituta Agustína Codazzi (Instituto Geográfico Agustín Codazzi) ima mesto Barranquilla suho tropsko gozdno vegetacijo (glede na biklimatske cone po Holdridgeu), ki vključuje vrste, kot so kaktusi, mangrove, Opuntia elatior, Acanthocereus, Prosopis juliflora, Libidibia coriaria, Tabebuia rosea, Cordia alba in vrste akacije, kot sta Delonix regia in Leucaena leucacephala.
V rodovitnih vodah ob reki Magdaleni najdemo vrste, kot so Eichhornia azurea, ozkolistna Typha angustifolia, Heliconia, vodna hijacinta (Eichhornia crassipes), Bactris minor, indijski orešček ( Anacardium excelsum), Ficus radula in Lecythis minor.
V urbanih območjih najdemo drevesne vrste, kot so Gliricidia sepium, Cassia nodosa, Bursera simaruba bolj znan kot Gumbo limbo, mirobalanovec (Terminalia catappa), Casuarina equisetifolia, kapokovec (Ceiba pentandra), Hura crepitans in Bombax septenatum, gumovec Ficus elastica, balzovec Ochroma pyramidale, Erythroxylum cartagenensis, Licania tomentosa, sveti figovec (Ficus religiosa), banjanovec (Ficus benghalensis), afriški tulipanovec (Spathodea campanulata), Enterolobium cyclocarpum, Samanea saman, Capparis odoratissima, Tabebuia coralibe, Gmelina arborea, Ficus nitida, Cordia sebestena, Tabebuia chrysantha, Pithecellobium lanceolatum, Kigelia pinnata, centralnoameriški mahagonij (Swietenia macrophylla), Thespesia populnea, Sterculia apetala, Calophyllum mariae, Platymiscium pinnatum, Cordia bidentata, kokosova palma (Cocos nucifera), benjamin (Ficus benjamina), Guazuma ulmifolia, Albizia guachapele, Erythrina variegata, kalebasno drevo (Crescentia cujete), indijski nagnoj (Cassia fistula), Zyzygium cuminil, Azadirachta indica, Sapindus saponaria in razne palme kot kraljevska palma (Roystonea regia) in pritlikavi datljevec (Phoenix roebelenii).
Sadna drevesa na območju so indijski mangovec (Mangifera indica), sapodila (Manilkara zapota), Melicoccus bijugatus, jagodna gvava (Psidium littorale), Coccoloba uvifera, Zyziphus vulgaris, luskasta anona (Annona squamosa), tamarinda (Tamarindus indica), Spondias purpurea ali jokote, Indijski orešček (Anacardium occidentale), bodeča anona (guanábana), rangur (Citrus x limon) in Swingla ornata.

### Živalstvo
Nekatere živalske vrste je mogoče najti v mestu, kot so ptice (sove, stržki in papige); ribe, kot so ciplji v močvirjih; žuželke, kot so metulji, muhe, komarji, ščurki in termiti; sesalci, kot so divji psi in mačke, opice, glodalci in oposum; plazilci, kot so legvani, kače in želve. Na nekaterih podeželskih območjih redijo konje, osle, govedo, prašiče in koze.

### Ekologija in naravni viri
Mesto Barranquilla vsebuje pomembne ekosisteme, kot so reka Magdalena, močvirje Mallorquín in vzhodni sistem odtokov. Dokončanje gradnje nasipov Bocas de Ceniza leta 1936 je povzročilo propadanje močvirja, ki je bilo prvotno iz štirih močvirij in povzročilo propadanje bližnjih plaž v Puerto Kolumbiji.
Potok La Victoria teče skozi botanični vrt Barranquilla, skupnost in rekreacijsko zeleno območje za javno uporabo s približno 7 hektarji površine, ki je v jugovzhodnem delu mesta, v soseščini La Victoria. Bujna vegetacija in izviri čiste vode so omogočili primeren habitat za redke avtohtone rastlinske in živalske vrste, ki jih najdemo v mestu.

### Onesnaževanje okolja

#### Zrak
Pod vetrom se atmosferska onesnaževala gibljejo v severni in severovzhodni smeri, v času šibkega ali zmernega vetra pa so bolj enakomerno razporejena po mestu. Najbolj onesnažujoči industrijski procesi v mestu so amonijev sulfat, cement, mavec in papirna kaša. Emisija plinov iz prometa motornih vozil je bolj kritična v osrednji četrti, kjer je velik del poslovanja. Glavni vir onesnaženja zraka so vozila s 34 % in nato industrija z 18 %. Onesnaževala, ki jih izpuščajo vozila, so ogljikov monoksid (89,12 %), žveplov dioksid (0,23 %), ogljikovodiki (6,46 %), dušikovi oksidi (3,82 %) in drugi delci (0,37 %). Da bi pomagali odpraviti to težavo, je več državnih podjetij in zasebnega sektorja podprlo projekt predelave vozil na tekoča goriva na zemeljski plin. Poleg tega je mesto postavilo več kot 12 bencinskih servisov za vozila na zemeljski plin. Barranquilla je četrti največji onesnaževalec atmosfere iz industrije. Glede na raziskavo, ki jo je izvedel Inštitut za hidrologijo, meteorologijo in okoljske študije Kolumbije (IDEAM), mesečne koncentracije trdnih delcev v mestu Barranquilla, manjše od 160 mikrogramov na kubični meter, presegajo najvišji mednarodni standard, ki je 70. Vzroki za to težavo so v veliki meri s slabo kakovostjo bencina in dizla, ki ga uporabljajo vozila v mestu, z rekordnimi ravnmi 5000 ppm (delov na milijon žvepla) oziroma 4500 ppm, ko obstajajo države, katerih stopnje niti ne presegajo 50.

#### Voda
Vsi površinski vodni sistemi Barranquilla, reka Magdalena, močvirje Mallorquín ter sistem kanalov in potokov na vzhodu so izpostavljeni onesnaženju vode, kot tudi odlaganju surovih odplak in trdnih odpadkov s strani posameznikov. Učinek na okolje se je zmanjšal predvsem na močvirje Mallorquín z izgradnjo ribnikov in Estación Depuradora de Aguas Residuales (EDAR) s strani Triple A.

#### Hrup
Največji dovoljeni hrup je 64 decibelov za stanovanjska območja in 70 do 75 za komercialna in industrijska območja. V središču Barranquilla lahko hrup, ki ga povzročajo promet vozil in komercialna dejavnost v konicah, doseže raven nad 90 decibelov, zaradi česar je dejavnik tveganja za zdravje prebivalstva.

### Administrativne enote
| Zemljevid sosesk                                           | Zemljevid urbano-podeželsko |
| ---------------------------------------------------------- | --------------------------- |
| \|                                                         |                             |
| Corregimientos: 1. La Playa (Eduardo Santos) 2. Juan Mina. |                             |

V skladu z zakonom 768 iz leta 2002 je okrožje Barranquilla politično in administrativno razdeljeno na pet sosesk: Riomar, Norte-Centro Histórico, Sur Occidente, Sur Oriente. Hkrati so razdeljene na okrožja. Mesto ima 188 barios ali oddelkov in približno 7611 blokov.
Zakonodajni zakon 01 iz leta 1993 določa, da okrožje Barranquilla vključuje tudi sosesko Las Flores, vas La Playa (prej je pripadala občini Puerto Colombia) in zahodni valobran Bocas de Ceniza na območju močvirja reke Magdalena v Mallorquínu / Lokalna oblast vključuje tudi vas Juan Mina. 

### Metropolitansko območje
Metropolitansko območje Barranquilla je urbana aglomeracija, ki je v severovzhodnem kotu departmaja Atlántico. Njegovo glavno središče je okrožje obrobnih občin Barranquilla in Soledad, Galapa, Puerto Colombia, Malambo. Ustanovljen je bil z odlokom 3104 iz 14. decembra 1979, 16. člen, in začel delovati z odlokom 028 11. decembra 1981. Njegovo delovanje ureja zakon 128 iz leta 1994 (Ley Orgánica de Áreas Metropolitanas). Vodi ga metropolitanski odbor, ki mu predseduje metropolitanski župan, ki je župan okrožja Barranquille. Poleg tega odbor sestavljajo guverner departmaja Atlántico, župani primestnih občin, predstavniški sveta Barranquilla in en predstavnik svetov pridruženih občin. Direktor subjekta je sekretar Metropolitanskega odbora.

## Gospodarstvo
Da bi spodbudili infrastrukturni razvoj mesta, so od leta 1952 iskali posojila Svetovne banke (IBRD) za izboljšanje komunalnih vodovodov, kanalizacije in klavnic. Zaradi svojega pomena v sektorju nacionalnega gospodarstva je občina Barranquilla leta 1993 prešla v kategorijo posebnega industrijskega okrožja in pristanišča. Barranquilla je veliko industrijsko središče, njegova gospodarska dejavnost je dinamična, skoncentrirana predvsem v industriji, trgovini, financah, storitvah in ribolovu. Med industrijskimi izdelki so rastlinske maščobe in olja, farmacevtski izdelki, kemikalije, industrijska obutev, mlečni izdelki, meso, pijače, milo, gradbeni materiali, pohištvo, plastika, cement, deli za obdelavo kovin, oblačila oblačila, avtobusi in čolni ter naftni derivati. Pristanišče je tudi središče bombaža s podeželja, kave in nafte, razen raznolikih industrijskih izdelkov, ki se proizvajajo v mestu.
Arabci (Sir-Libanonci) in Judje, ki so bili majhna skupina priseljencev v državo v poznem 19. stoletju, so se ukvarjali izključno s komercialnimi dejavnostmi in so znatno dodali vrednost gospodarstvu karibske naravne regije v Kolumbiji kot celoti in mestu Barranquilla posebno. Njihova vidna prisotnost v skupnosti, znani kot "kozmopolitska buržoazija" kot družbene in politične elite, jim je omogočila diverzifikacijo svojih dejavnosti.

## Demografija
Glede na popis, ki ga je izvedla DANE leta 2005, prilagojenega na 30. junij 2007, ima Barranquilla 1.148.506 prebivalcev z 1.821.517 prebivalci v njenem metropolitanskem območju, zaradi česar je najbolj naseljeno mesto kolumbijske karibske obale in četrto v državi po Bogoti, Medellínu in Caliju.
Približno 1.144.470 ljudi živi v mestnih območjih in 4036 na podeželju. Gostota prebivalstva je 6918,71 prebivalcev na kvadratni kilometer. 47,5 % prebivalstva je moških in preostalih 52,5 % žensk.

## Mestna krajina

### Centro histórico
Centro histórico je med Carreras 35 in 46 ter Calles 30 in 46 ter vključuje dele okrožij San Roque in Downtown. Je del zgodovinskega središča mesta in severno-osrednjega okrožja. V Centro histórico sta sedež upravnih pristojnosti mesta in departmaja. Družbeno-gospodarsko je bilo to najpomembnejše območje vse do 1980-ih, ko je propadanje centra povzročilo premik formalne trgovine in bančništva na sever mesta. Kljub upadanju Center ostaja v središču mesta in je v gospodarskem smislu najbolj reprezentativen in pomemben sektor. Na javnem trgu je intenzivna komercialna dejavnost. Poleg tega so v centru številne zgradbe republikanskega obdobja in strukture ogromne zgodovinske in arhitekturne vrednosti. Centro histórico je nacionalno zaščiteno območje s strani Ministrstva za kulturo z resolucijo 1614 iz leta 1999. Od 1990-ih je zgodovinsko središče Barranquilla v procesu obnove, ki je bila konsolidirana leta 2008 z razpisom Ministrstva za kulturo za javni natečaj urbanističnega oblikovanja.
El paseo de Bolívar
Paseo de Bolívar v osrčju Barranquilla, je najpomembnejša avenija mesta in kraj, iz katerega se je mesto razširilo. Do poznega 19. stoletja se je imenoval Calle Ancha, vendar jo je leta 1886 župan Antonio Abello preimenoval v Abello. V začetku 20. stoletja je bil na severnem koncu Kolumbov kip, zato se je imenoval Paseo de Colón. Leta 1937 je bil na njegovem severnem koncu zgrajen trg s konjeniškim kipom osvoboditelja Simóna Bolívarja, darilo Andrésa Obregona mestu leta 1919, in se je preimenoval v Paseo de Bolívar.

### Javni porstori
Trgi (Plazas)
Med mestnimi trgi so: 
- Plaza de Bolívar na severnem koncu istoimenske promenade, ki je središče mesta in je vrhunec obnove zgodovinskega središča.
- Plaza de San Nicolás, nasproti cerkve sv. Nikolaja je bil središče kulturne, komercialne in verske dejavnosti Barranquilla v začetku 20. stoletja.
- Plaza de la Paz je bil zgrajena leta 1986 nasproti metropolitanske stolnice za dobrodošlico papežu Janezu Pavlu II. Je pomembno prizorišče množičnih družbenih, političnih in kulturnih demonstracij. Vsebuje skulpturo "El Policía Amigo".
- Plazuela Esthercita Forero je med Carrera 43 in Calle 74; zgrajen je bil leta 2003. Je poklon skladatelju Esthercita Foreru, ki ima kip in talne plošče z imeni njegovih pesmi.
- Plaza Mario Santo Domingo je pomemben javni prostor in je del Karibskega kulturnega parka in *Plaza de la Locomotora, ki je bil zgrajen leta 2002, kot del kulturnega kompleksa nekdanje Carine. Predstavlja lokomotivo iz obdobja, ko se je blago prevažalo po železnici med Barranquillo in nadomestnim pristaniščem v mestu Puerto Colombia.

Parki
- Parque Tomás Surí Salcedo je bil poimenovan v čast ministru za finance in je bil zgrajen leta 1921. Je na strateškem območju Calle 72 in Avenida Olaya Herrera, ponuja jahanje in ima košarkarsko areno Elíasa Chegwina. Prav tako gosti letni Festival del Dulce v času za veliko noč.
- Parque Metropolitano je na južni strani stadiona Roberto Melendez in velodroma na jugu mesta, vsebuje tudi del mostu Murillo čez Avenue Circunvalar. Zgrajen je bil za Copa América 2001. Leta 2007 je bila tam dodana skulptura Shakire.
- Parque Santander, posvečen spominu na Francisca de Paula Santanderja, leži v središču tradicionalne soseske El Prado.
- Parque de Los Fundadores je v starodavni soseski El Prado ob osrednjem bulvarju; vsebuje več spomenikov, kot je orel, v čast pionirjem letalstva, ki so umrli v nesreči leta 1924.

Spomeniki
Barranquilla se poklanja lokalnim herojem in narodnim osebnostim ter bratskim narodom, pa tudi državnim praznikom, športnim, umetniškim, kulturnim ter zgodovinskim in verskim dogodkom ter verskim. Med najpomembnejšimi spomeniki mesta so: 
- Konjeniški kip Simóna Bolívarja (1919), na istoimenskem trgu, v središču mesta,
- Marmorni kip Krištofa Kolumba odkritelja na Boulevard de la Carrera 50., ki je bil darilo italijanske kolonije leta 1892 ob četrti stoletnici odkritja Amerike,
- Kip svobode v parku neodvisnosti, darilo sirske kolonije leta 1910 ob stoletnici neodvisnosti Kolumbije,
- Kip generala Francisca de Paule Santanderja (1922) v istoimenskem parku in
- Monumento a la Bandera (1932).

Leta 2007 so bili obnovljeni trije zgodovinski topovi, ki so bili uporabljeni za osamosvojitev: znameniti Cañón Verde, Boliche in Rebolo. Prva dva sta bila nameščena na vogalih južne strani Plaza de Bolívar, zadnji pa v prvem nadstropju Mestne hiše.

### Arhitektura
Arhitektura Barranquilla je bila skoraj v celoti zgrajena v 20. stoletju. V mestu so stavbe kolonialnega obdobja v zgodnjih desetletjih neodvisnega naroda, a obilica slogov, ki so cveteli od poznega 19. stoletja, daje mestu svetovljansko vzdušje. Ta arhitekturni sijaj priča o vplivu ljudi, ki so v večino 19. in 20. stoletja prihajali v pristanišče iz Severne Amerike, Evrope, Bližnjega vzhoda in Azije, od katerih so se mnogi naselili v mestu in uvažali arhitekturne sloge.
Med najpomembnejšimi slogi so neoklasicistični in art déco ter zanimivi primeri neokolonialne arhitekture, moderne, sodobne, eklektične, mudéjar, španskega poznega baroka, mozarabskega in nizozemskega antilskega sloga karibske arhitekture. Nekatere sodobne stavbe so pod vplivom mednarodnih arhitektov, kot so Oscar Niemeyer, Le Corbusier (ki je bil v mestu Barranquilla konec 1960-ih), Leopoldo Rother, Ludwig Mies van der Rohe in Richard Neutra, med drugimi, ki so prispevali k impresivni arhitekturni pokrajini.
Republikanska arhitektura
Tako imenovani "slog republikanske arhitekture" se nanaša na arhitekturo obdobja v Kolumbiji po osamosvojitvi leta 1819 in okoli leta 1930, ki združuje različne sloge v mestu, vključno s poznobaročnim in neoklasicističnim španskim.
Od začetka 20. stoletja so bile neoklasicistične stavbe v Barranquillu še posebej dobrodošle. Med izjemnimi primeri so Instituto La Salle, Villa Heraldo, la Corporación Autónoma Regional del Atlántico (nekdanji dom pisatelja Álvara Cepeda Samudia), rezidenca Ezequiela Rosada, Funeraria Jardines del Recuerdo, obnovljena stavba carine, nekdanji Banco Comercial de Barran in Banco Dugand y La Perla, med mnogimi drugimi, predvsem v soseščini El Prado in v Centro Histórico de Barranquilla. Druge omembe vredne stavbe so Hotel El Prado (španski pozni barok), Fakulteta za likovno umetnost na Universidad del Atlántico in Intendencia Fluvial. 
Prehod (1930–1945)
Kolumbijsko arhitekturno gibanje pred modernim gibanjem je videti bistveno drugačno od stavb republikancev. Najbolj izstopata art nouveau in art déco, značilnim za 1930-ta, kot so Estadio Romelio Martínez (1935), Knjižnica v Baranquillu (1945), Gledališče Rex (1935), gledališče Metro (1946, prej Apollo), Shaare Sedek sinagoga (1946–1947), stavba Kmetijske razstave (1936, kasneje industrijska šola), stavba Eckardt (1939), nekdanja rezidenca kubanskega arhitekta Manuela Carrerá v soseski Bellavista, stavba García (1938), Teatro Colón (1946), nekdanja stavba Aviance (1934), zadnje štiri je zasnoval Manuel Carrerá. Ministrstvo za kulturo je leta 1995 priznalo stadion Estadio Romelio Martínez kot nacionalni spomenik, kar je prva stavba v slogu art déco v Barranquillu, ki je prejela to izjavo.
Moderno gibanje (1945–1970)
Za sodobno arhitekturo je značilno, da je brez okrasnih modelov, ki identificirajo stavbe republikanskega obdobja in trend k arhitekturnemu racionalizmu v betonu. Med najdragocenejše primere moderne arhitekture v mestu so Sedež sodne veje oblasti, ki jo je zasnoval nemški arhitekt Leopoldo Rother, stolnica kraljice Marije (začetek leta 1955) in stara stavba Kmetijsko kreditne banke ( 1964), ki je na vrhu Paseo de Bolívar in jo je zasnoval arhitekt Fernando Martínez Sanabria. Omeniti velja tudi stavbe Sena, elegantno stavbo Telecoma (s skulpturo Alejandra Obregonona na trgu dostopa), stavbe Universidad del Atlantico in stavbo Mayor na Paseo de Bolívar, nekdanji stavbi Banka republike.
(1970–1985)
To je obdobje, v katerem je sistem Unidad de Poder Adquisitivo Constante (UPAC) povzročil komercializacijo arhitekture na račun prostorske kakovosti in estetike. Iskanje varnejših okolij je povzročilo širjenje stanovanjskih kompleksov in zaprtje nakupovalnih centrov. Zdi se, da postmoderno gibanje na kratko poskuša izboljšati zgodovinske sloge, ki jih je za seboj pustilo sodobno gibanje. V tem obdobju okrevanja so bile prepoznane in zaščitene stavbe pomembne arhitekturne dediščine, kot je Centro Histórico. Med najbolj reprezentativne stavbe tega obdobja spadajo Executive Center I, stavba Girasol, stolpa Banco Popular, Bogotá in Bancolombia ter stavba Rodrigo Lara Bonilla.
Sodobna arhitektura
Opozoriti je treba na neoklasicistične stavbe, kot so Svetovni trgovinski center v Baranquillu in številni stanovanjski stolpi severno od mesta ter sedeži Metrotela in pisarniškega centra Prado, ki so skladni z arhitekturo soseske El Prado, kjer stojijo. 
Verske stavbe
Mesto ima veliko število templjev čaščenja, ki z različnimi arhitekturnimi slogi prikazujejo večkulturno naravo mesta, lepšajo pokrajino in obiskovalcem ponujajo izvrstno notranjost. Najpomembnejše so stolnica María Reina, poznomoderna arhitektura; Iglesia de San Nicolás de Tolentino, eklektični slog; Iglesia San Roque de Montpellier Iglesia Inmaculada Concepción; Iglesia Nuestra Señora del Perpetuo Socorro; Iglesia de San José; Iglesia de Nuestra Señora del Carmen, Iglesia del Sagrado Corazón, Iglesia de Nuestra Señora del Rosario, Iglesia de Nuestra Señora de Chiquinquirá; Iglesia de Nuestra Señora de la Torcoroma, Iglesia de San Francisco, Iglesia de la Sagrada Familia, Iglesia Bautista Central, Capilla del Liceo de Cervantes, Iglesia Nuestra Señora de la Caridad del Cobre, Bet-El Sinagoga in mnoge druge.

## Znamenitosti
Mesto Barranquilla je skozi leta razvilo aktivno poslovno in komercialno turistično središče, zlasti v času karnevalov in silvestrovanja, ko je deležno velikega priliva obiskovalcev.
Severni del mesta je najsodobnejši in infrastrukturno najbolje opremljen, z najboljšimi soseskami, parki, hoteli in nakupovalnimi centri. Je tudi os kulturnega in poslovnega življenja Barranquilla. Je lokacija, kjer se obetajo novi razvojni infrastrukturni in urbanistični arhitekturni projekti velikega pomena v mestu. Kar zadeva hotele, ima mesto ustrezno infrastrukturo. Najde se lahko vse, od rezidenc do gostiln in nacionalnih in mednarodnih hotelskih verig s 5 zvezdicami. Najboljši hoteli so na severu mesta, v bližini pomembnih poslovnih četrti in nakupovalnih središč, ki se med drugim pogosto uporabljajo tudi za prireditve, kongrese, konference.
Med glavna turistična mesta so:
Bocas de Ceniza in reka Magdalena
Bocas de Ceniza je ustje reke Magdalene v Karibskem morju. Njen pomen je v dostopu do pristanišča Barranquilla. Občasno so organizirani izleti na rečnih barkah, ki odhajajo iz Las Floresa v Bocas de Ceniza. Obstajajo tudi posebni izleti z majhnimi čolni ob reki, uživanje v lokalnih restavracijah in ogled bližnjih močvirij.
Pristanišče Puerto Colombia
Pomol v sosednji občini Puerto Colombia, ki ga je leta 1893 zgradilo podjetje Barranquilla Railway & Pier Company pod vodstvom kubanskega inženirja Francisca Javierja Cisnerosa, je bil nekoč eden najdaljših na svetu. V tem pristanišču je konec 19. in zgodnjega 20. stoletja v državo prišlo na tisoče priseljencev. Leta 2008 je bil delno zaprt zaradi postopne degradacije. 7. marca 2009 se je zaradi močnega vetra porušilo še zadnjih 200 metrov konstrukcije, zaradi česar so ga popolnoma zaprli in evakuirali prebivalce območja. Kljub temu, da je bil leta 1998 razglašen za nacionalni spomenik, še niso bila opravljena nobena obnovitvena dela. Zaradi zadnje tragedije lokalna vlada razvija strategijo za njeno obnovo.
Barranquilla Zoo
Živalski vrt Barranquilla je zatočišče za prostoživeče živali, ki hrani pisane domače in tuje živalske vrste, s poudarkom na kolumbijski favni in zaščiti ogroženih vrst. Ima več kot 500 živali 140 vrst, od piščancev do slonov ali levov, do številnih različnih sesalcev, rib, ptic, plazilcev, dvoživk in primatov.

### Okolica Barranquilla
Največ eno uro vožnje po cesti je več turističnih znamenitosti v okolici. Severozahodno od departmaja, ki meji na Karibsko morje, so številna letovišča, kot so Pradomar, Salgar, Sabanilla, Puerto Colombia, Santa Verónica, Caño Dulce, Playa Mendoza, Puerto Velero, Puerto Mocho, jezero Cisne, kjer lahko obiskovalci uživajo v različnih vodnih športih, kampiranju, ribolovu in izletih. Jadralno padalstvo je na voljo na hribu Cupino v občini Puerto Colombia. V Usiacurí lahko turisti obiščejo hišo pesnika Julia Flóreza in kupijo ročne izdelke. V občinah Luruaco in Repelón se lahko ljudje ukvarjajo z vodnimi športi in drugimi rekreacijskimi dejavnostmi. Na drugih območjih departmaja Atlántico so živinorejski sejmi, kulturni festivali, gastronomske, folklorne in glasbene prireditve, kot sta Cartagena in Santa Marta, tudi velika turistična mesta in kolonije.

## Kultura
Skozi vse leto ima mesto precejšnjo kulturno dejavnost in najbolj znan primer tega je karneval v Barranquillu, eden najbolj znanih festivalov v Kolumbiji. To je večkulturni dogodek, ki poteka vsako leto februarja in povabi svet na štiri dni praznovanj, kostumov in parad, ki poudarjajo kulturne tradicije iz 19. stoletja. Prireja se vsako leto v štirih dneh pred pepelnično sredo – soboto, nedeljo, ponedeljek in torek, običajno februarja ali v začetku marca. Leta 2001 ga je nacionalni kongres Kolumbije razglasil za "kulturno dediščino naroda", Unesco pa leta 2003 za "mojstrovino ustne in nesnovne dediščine človeštva". Mesto je med drugim dom raznolikih manifestacij, kot so ljudski plesi, pesmi, igre, legende, pripovedke in vraževerja, od katerih mnoge dosežejo svoj vrhunec med pustnim karnevalom.

## Mednarodne povezave
- Buenos Aires, Argentina
- Kaohsiung, Tajvan
- Nanking, Kitajska
- Brownsville, Texas, ZDA[54]
- Tampa, Florida, ZDA
- Miami, Florida, ZDA
- Aberdeen, Škotska

## V popularni kulturi
- Barranquilla je omenjeno v Hanka Snowovi priredbi pesmi Geoffa Macka I've Been Everywhere, ki jo je kasneje obdelovalo več kot 130 izvajalcev, vključno z Johnnyjem Cashom.
- Shakira omenja svoj rojstni kraj Barranquilla v uspešnici Hips Don't Lie z vrstico En Barranquilla se baila asi (v prevodu: V Barranquillu plešejo takole)